# بائگونسان (جئولا جنوبی)
بائگونسان (به لاتین: Baegunsan) یک کوه در کره جنوبی است که در استان جئولا جنوبی واقع شده‌است. بائگونسان ۱٬۲۱۸ متر بالاتر از سطح دریا واقع شده‌است.